# Асир (Библия)
Асир (Ашер) (ивр. אָשֵׁר‎) — восьмой по счету сын патриарха Иакова и Зелфы, служанки его жены Лии.
Родоначальник одного из двенадцати колен Израилевых (колена Асирова), занимавшего прибрежную область на севере Ханаана, в долине Акко, а также в верхней и нижней частях западной Галилеи.
Упоминается в книге Судей.
Имел 4 сыновей: Имна, Ишва, Ишви, Берия и дочь — Серах.